# Fokker M.16
Fokker M.16E là một loại máy bay tiêm kích phát triển năm 1915.